# Wuchan Zhongda Group
Wuchan Zhongda Group Company Limited или WZ Group («Учань Чжунда Груп») — китайский многопрофильный конгломерат, основные интересы которого сосредоточены в сфере международной торговли, управления цепями поставок, логистики, электронной коммерции, автомобильного и электротехнического бизнеса, недвижимости, строительства и финансовых услуг (включая лизинг, фьючерсы, управление активами). Штаб-квартира расположена в Ханчжоу. 
Входит в число крупнейших публичных компаний страны (в 2023 году заняла 1036-е место в Forbes Global 2000), а также в состав «большой четвёрки» китайских автодилеров (наряду с China Grand Auto, Zhongsheng Group и Sinomach Automobile).

## История
Холдинг основан в сентябре 1992 года как Бюро материального снабжения Чжэцзяна, в 1996 году он был реструктуризирован в государственную группу компаний. В 1999 году была основана дочерняя компания, сегодня известная как Wuchan Zhongda International Group (в 2003 году её стратегическим инвестором стала государственная COFCO Group).
В 2007 году Zhejiang Material Industrial Group (ZMI) объединилась с Zhongda Group. В 2011 году Wuchan Zhongda Group впервые вошла в список Fortune Global 500 (в 2021 году заняла 170-е место). В 2016 году Wuchan Zhongda Group вышла на Гонконгскую фондовую биржу, а её операционная прибыль превысила 200 млрд юаней (29,8 млрд долларов).

## Деятельность
Wuchan Zhongda Group является крупным оператором по управлению цепями поставок (импортно-экспортные операции, закупки сырья для клиентов; перевозка, хранение, упаковка и дистрибуция товаров). Логистический сектор охватывает металлы (в том числе руды), энергоносители, автомобили, химическое оборудование и химические изделия, в том числе резину. Основные логистические базы в Китае расположены в городах Шанхай, Нинбо, Чжоушань, Ханчжоу, Тайчжоу, Уси, Тяньцзинь, Таншань, Гуанчжоу и Шэньчжэнь.
Основными сырьевыми источниками группы являются Африка и Латинская Америка. Зарубежные офисы группы расположены в Сингапуре, Индонезии, Малайзии, Таиланде, Вьетнаме, на Филиппинах и Тайване, в Южной Корее, Японии, Австралии, Канаде, США, Гватемале, Панаме, Колумбии, Перу, Бразилии, Чили, ЮАР, Нигерии, Эфиопии, Египте, Алжире, Мьянме, Бангладеш, Индии, Шри-Ланке, Непале, Пакистане, Ираке, ОАЭ, Саудовской Аравии, Израиле, Турции, Украине и Великобритании.
По итогам 2022 года основные продажи Wuchan Zhongda Group пришлись на управление цепями поставок (94,5 %), высокотехнологическую промышленность (3,6 %) и финансовые услуги (2 %). 

### Дочерние компании
Крупнейшим активом Wuchan Zhongda Group является Wuchan Zhongda International Group Co. Ltd. (ZMI), основанная в 1999 году; она занимается оптовой торговлей железной, медной и никелевой рудой, коксующимся углём, сталью, чугуном и цветными металлами, а также дистрибуцией электромеханического оборудования, автозапчастей и красного вина, инвестициями в различные активы (новая энергетика, новые материалы, защита окружающей среды и финансовые технологии). Основные дочерние компании — Zhejiang Wuchan Ruifeng Material Co. Ltd. и Liaoning Ruihong Trading Co. Ltd. По итогам 2022 года выручка ZMI составила 145 млрд юаней.
Также в состав группы входят Wuchan Yuantong Auto Group Co. Ltd. (торговля автомобилями и автозапчастями) и Wuchan Zhongda Chemical Group Co. Ltd. (поставки химических волокон, пластмасс, резины, целлюлозы, бумаги и зерна). В финансовый блок Wuchan Zhongda Group входят компании Wuchan Financial Leasing, Wuchan Wanxin, Wuchan Financial Services, Zhongda Futures, Zhongda Jinshi, Zhongda Investment, Zhejiang Petrochemical Trading Center и Wenzhou Financial Assets Exchange.
Среди других дочерних компаний — Zhejiang Materials Industry Holdings, Zhejiang Materials Industrial Enterprise Development, Zhejiang Material Logistics Investment, Zhejiang Property Financial Leasing, ZJMI Environmental Energy, Zhongda Group International Trading, Zhongda Yuantong Industrial, Wuchan Zhongda Life, Wuchan Zhongda Finance, Wuchan Zhongda UTech, Wuchan Zhongda Medical and Health Investment, Wuchan Zhongda United Financial Services, Wuchan Zhongda Public Environment Investment, Wuchan Metal Group, Wuchan E-Commerce, Wuchan Information Technology, Wuchan Changle Industrial и Wuchan Civil Explosive Equipment.

## Акционеры
Контрольный пакет акций Wuchan Zhongda Group принадлежит Комитету по контролю и управлению государственным имуществом Чжэцзяна (43,26 %) и правительству провинции Чжэцзян (2,84 %); другими акционерами компании являются Shanghai Yongjin Investment & Management (1,53 %) и China Southern Asset Management (0,58 %).